# MC Marks
Paulo Alexandre Marques, mais conhecido pelo nome artístico MC Marks, é um cantor e compositor brasileiro. Foi nascido e criado em Americanópolis, na periferia da zona sul de São Paulo.

## Biografia e carreira
MC Marks teve uma infância tranquila em Americanópolis, onde cresceu ao lado de sua mãe. Desde jovem, teve que assumir responsabilidades, como cuidar de seu irmão mais novo. Cresceu apaixonado por funk, mas também foi influenciado por um grupo de pagode que seu pai tinha. MC Marks começou a trabalhar aos 14 anos e sempre esteve determinado a realizar seus sonhos. Em 2012, decidiu seguir sua verdadeira paixão e criou seu primeiro funk, inaugurando uma trajetória artística repleta de sucessos. Durante seis anos, dedicou-se exclusivamente à música, chegando até a abandonar seu emprego e trancar a faculdade para focar em sua carreira.
MC Marks contabiliza mais de 171 milhões de visualizações no YouTube para o hit "Deus é por Nós", o artista se destaca por seu estilo melódico e suas letras que abordam questões sociais e políticas. Com um estilo melódico que distingue sua obra, MC Marks ganhou notoriedade e conquistando um grande público. Além do hit Deus é por Nós, ele também é conhecido por canções como Céu de Pipa. Sua música não apenas entretém, mas também serve como um veículo para discussões profundas sobre desigualdades sociais e questões políticas, como o capitalismo. Tornou-se um verdadeiro porta-voz das comunidades de São Paulo.
Em 2018, MC Marks assinou um contrato com a gravadora Som Livre, consolidando ainda mais sua carreira. Ele planeja continuar a exaltar seu estilo e usar sua influência para dar voz à favela, como sempre fez. Para ele,
A voz da favela tem que ser sempre motivada, tem muita gente que está gritando e não é ouvida, posso passar a minha visão, o contexto que criei em minha vida.— MC Marks